# Signy-Avenex
Signy-Avenex es una comuna suiza del cantón de Vaud, situada en el distrito de Nyon. Limita al norte y este con la comuna de Nyon, al sur con Eysins y Borex, y al oeste con Grens.
La comuna hizo parte hasta el 31 de diciembre de 2007 del círculo de Gingins.